# Liste des maires de Pont-Saint-Esprit
Cet article dresse une liste par ordre de mandat des maires de Pont-Saint-Esprit.

## Liste des maires

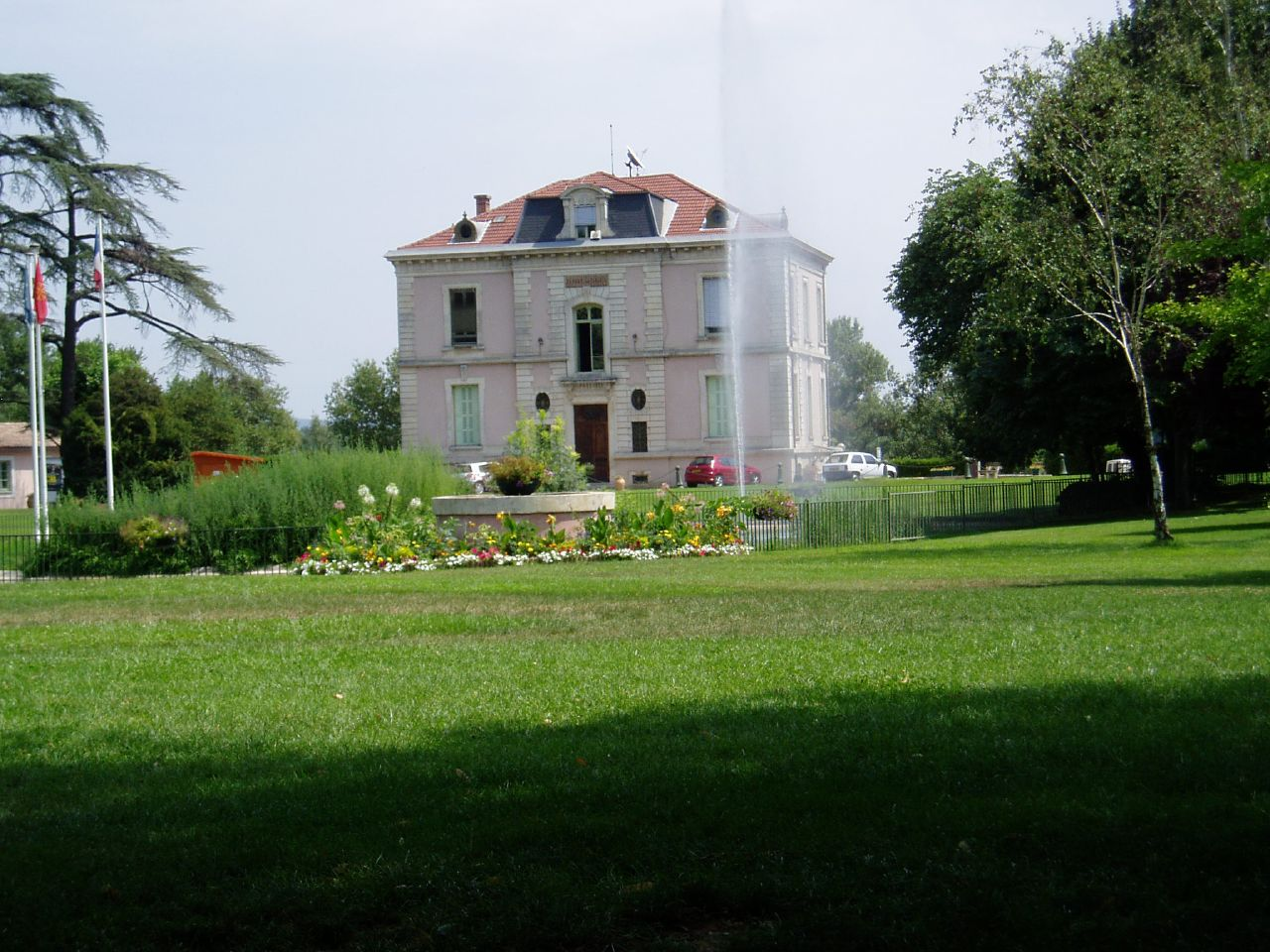
L'hôtel de ville de Pont-Saint-Esprit.

| Période                                  | Période                       | Identité                           | Étiquette                                  | Qualité |
| ---------------------------------------- | ----------------------------- | ---------------------------------- | ------------------------------------------ | --- |
| Les données manquantes sont à compléter. |                               |                                    |                                            | |
| 1420                                     |                               | Pierre de Broche                   |                                            | |
| Les données manquantes sont à compléter. |                               |                                    |                                            | |
| 1569                                     |                               | Antoine de Broche                  |                                            | |
| 1585                                     |                               | Charles de Broche                  |                                            | |
| Les données manquantes sont à compléter. |                               |                                    |                                            | |
| 1800                                     |                               | Marie-François Valérian de Renoyer |                                            | |
| 1819                                     |                               | Claude de Boisset                  |                                            | |
| 1826                                     |                               | Augustin de Villeperdrix           |                                            | |
| 1831                                     |                               | Sébastien Apollon Sibour           |                                            | Conseiller général de Pont-Saint-Esprit |
| 1848                                     |                               | Jean-Baptiste Pépin-Barbut         |                                            | Conseiller général de Pont-Saint-Esprit |
| 1852                                     |                               | Gustave Bouyer                     |                                            | |
| 1870                                     |                               | Jacques Bonnefoy-Sibour            |                                            | Conseiller général de Pont-Saint-Esprit Sénateur |
| 1870                                     |                               | Joseph Tronc                       |                                            | |
| 1871                                     |                               | Jacques Bonnefoy-Sibour            |                                            | Conseiller général de Pont-Saint-Esprit Sénateur |
| 1874                                     |                               | Paul Bruguier-Roure                |                                            | |
| 1876                                     |                               | Jacques Bonnefoy-Sibour            |                                            | Conseiller général de Pont-Saint-Esprit Sénateur |
| 1877                                     |                               | Henri Mure                         |                                            | |
| 1878                                     |                               | Georges Bonnefoy-Sibour            |                                            | Viticulteur Conseiller général de Pont-Saint-Esprit Député Sénateur |
| 1882                                     |                               | Fortuné Chame                      |                                            | |
| 1883                                     |                               | Joseph Dumas                       |                                            | |
| 1887                                     |                               | Émile Gaches                       |                                            | |
| 1893                                     |                               | Félix Roux-Landot                  |                                            | |
| 1900                                     |                               | Jean Viallet                       |                                            | |
| 1904                                     |                               | Georges Bonnefoy-Sibour            |                                            | Viticulteur Conseiller général de Pont-Saint-Esprit Député Sénateur |
| 1908                                     |                               | Charles Mengailhou                 |                                            | Conseiller général de Pont-Saint-Esprit |
| 1929                                     |                               | Jean Marius Augier                 |                                            | |
| 1935                                     |                               | Louis Flandin                      |                                            | |
| 1944                                     |                               | Raoul Trintignant                  |                                            | Conseiller général de Pont-Saint-Esprit |
| 1947                                     |                               | Albert Hébrard                     |                                            | |
| 1959                                     |                               | François Léandri                   |                                            | |
| 1963                                     |                               | André Briol                        |                                            | |
| 1965                                     |                               | Pierre Amphoux                     |                                            | |
| 1971                                     | 2010                          | Gilbert Baumet                     | PS puis DVG puis MDR puis DVD puis UMP-PRV | Cadre supérieur Conseiller général de Pont-Saint-Esprit (1973 → 2004 et 2005 → 2011) Président du conseil général du Gard (1979 → 1993) Député du Gard (3e circ.) (1993 → 1997) Sénateur du Gard (1981 → 1992) Ministre délégué au commerce et à l'artisanat (1992 → 1993) Démissionnaire |
| février 2011                             | novembre 2018                 | Roger Castillon                    | DVG                                        | Cadre dirigeant d'une filiale de Rhône-Poulenc à Bollène Démissionnaire |
| novembre 2018                            | mai 2024,                     | Claire Lapeyronie                  | DVG                                        | Professeur d'anglais Vice-présidente de la CA du Gard rhodanien (2020 → ) Conseillère régionale d'Occitanie (2021 → ) Président de l’EPFO (2021 → ) Mandat écourté par la démission d'une partie du conseil municipal                                                                     |
| mai 2024                                 | juin 2024                     | Gérome Bouvier                     | DVC-HOR                                    | Cadre de la fonction publique territoriale Démissionnaire |
| juillet 2024                             | En cours (au 10 juillet 2024) | Valère Segal                       | DVC-UDI                                    | Médecin radiologue |